# Olga Nikolayevna Rubtsova
Olga Nikolaevna Rubtsova (tiếng Nga: О́льга Никола́евна Рубцо́ва; 20 tháng 8 năm 1909 - 13 tháng 12 năm 1994) là một kỳ thủ cờ vua Liên Xô và là nhà vô địch cờ vua nữ thế giới thứ tư.

## Sự nghiệp
Rubtsova đã giành được Giải vô địch cờ vua nữ Liên Xô bốn lần (1927, 1931, 1937 và 1948). Cô đứng thứ hai trong Giải vô địch cờ vua nữ thế giới 1949-50, một điểm sau Lyudmila Rudenko. Cô đã giành được danh hiệu vào năm 1956, đứng trước Rudenko và Elisaveta Bykova trong một giải đấu. Rubtsova đã mất danh hiệu này cho Bykova trong một trận đấu năm 1958.